# 滋賀県道258号速水片山線
滋賀県道258号速水片山線（しがけんどう258ごう はやみかたやません）は、滋賀県長浜市を通る一般県道である。

## 概要
長浜市湖北町速水から長浜市高月町片山に至る。
長浜市湖北町津里付近にわずかな支線がある。

### 路線データ
- 起点：長浜市湖北町速水（速水北交差点、国道8号交点）
- 終点：長浜市高月町片山（滋賀県道44号木之本長浜線交点）
- 総延長：5.1 km

## 路線状況

### バイパス
- 長浜市湖北町石川

### 道路施設

#### 橋梁
- 五坪橋（丁野木川、長浜市）
- 山本大橋（余呉川、長浜市）

## 地理

### 通過する自治体
- 滋賀県
  - 長浜市

### 交差する道路
| 交差する道路                | 交差する場所 | 交差する場所        |
| --------------------------- | ------------ | ------------------- |
| 国道8号                     | 湖北町速水   | 速水北交差点 / 起点 |
| 滋賀県道252号南浜山本高月線 | 湖北町山本   | 山本交差点          |
| 滋賀県道44号木之本長浜線    | 湖北町津里   |                     |
| 滋賀県道44号木之本長浜線    | 高月町片山   | 終点                |

### 沿線
- 湖北郵便局
- 社会福祉法人速水保育園
- 朝日八幡宮
- NTT西日本 彦根支店朝日別館
- 長浜市立朝日小学校
- ヤンマー
- 宇賀神社
- 片山神社